# Johann Radon
Johann Karl Gustav Radon (16. prosince 1887 Děčín – 25. května 1956, Vídeň) byl českoněmecký matematik a pedagog. Zabýval se hlavně matematickou analýzou a geometrií.

## Život
Narodil se v rodině bankovního úředníka Antona Radóna a Anny Shmiedeknechtové. Vyrůstal s dcerami otce z prvního manželství. 
2. srpna 1916 se oženil s Marií Rögelovou, se kterou měl tři syny: první (zemřel v roce 1917 po 18 dnech), druhého Hermanna (1918–1939), třetího Ludwiga (1919–1943) a dceru Brigitte, provdanou Bukovicsovou (1924).
Povinnou pětiletou školní docházku absolvoval v Děčíně za čtyři roky. V letech 1897–1905 navštěvoval gymnázium v Litoměřicích a poté se rodina v roce 1905 odstěhovala do Vídně, kde Johan vystudoval Vídeňskou univerzitu a v roce 1910 získal doktorát za práci v oblasti variačního počtu. Další zimní semestr strávil díky stipendiu na univerzitě v Göttingenu. Tam navštěvoval mj. přednášky Davida Hilberta.
Po návratu do vlasti se stal asistentem na německé polytechnice v Brně a poté byl v letech 1912 a 1919 asistentem na Vysoké škole technické ve Vídni. Na Vídeňské univerzitě se habilitoval ve školním roce 1913–1914. Roku 1919 byl povolán jako mimořádný profesor na nově založenou univerzitu v Hamburku. V roce 1922 se stal řádným profesorem na univerzitě v Greifswaldu a pak v roce 1925 na univerzitě v Erlangenu. Od 1928 do 1945 byl řádným profesorem na univerzitě ve Vratislavi. Po druhé světové válce působil na univerzitě v Innsbrucku (1945–1946) a potom opět ve Vídni, kde v roce 1947 obnovil univerzitní časopis Monatshefte für Mathematik a kde byl v roce 1954 zvolen rektorem.

### Úspěchy
Byl všestranně produktivní matematik. S jeho jménem jsou spojeny zejména Radonova transformace, která se používá ve výpočetní tomografii, Radonova čísla, Radonova věta v geometrii a důležitá Radon-Nikodymova věta teorie míry.
Cena Richarda Liebena (1921)
V letech 1954 až 1955 byl rektorem Vídeňské univerzity.
V roce 2003 byl založen v Linci Radonův ústav pro výpočetní a užitou matematiku (RICAM) Rakouské akademie věd.

## Dílo

### Spisy
- Hamburger mathematische Einzelschriften. Heft 6. Zum Problem von Lagrange – Leipzig: B. G. Teubner, 1928
- Collected Works. Vol.1 – Johann Radon; Eds. Peter Manfred Gruber. Vienna: Birkhäuser Verlag, 1987
- Collected Works. Vol.2 – Johann Radon; Eds. Peter Manfred Gruber. Vienna: Birkhäuser Verlag, 1987

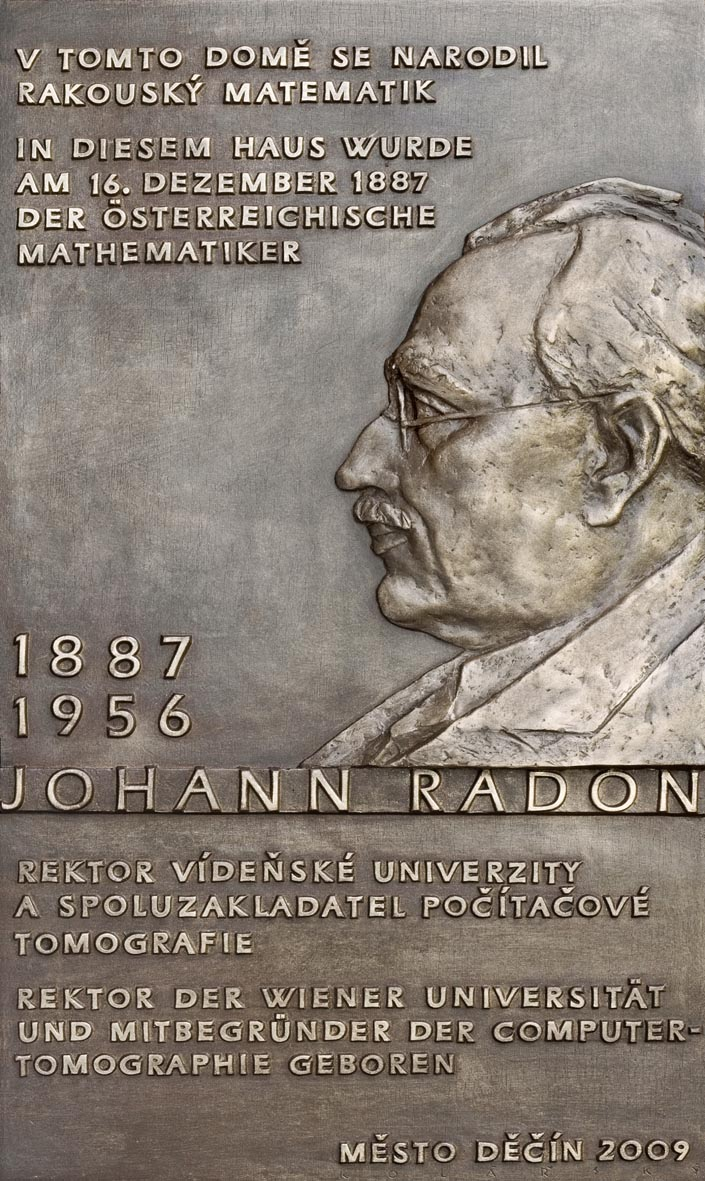
Pamětní deska na rodném domě J. Radona, Masarykovo nám. č.p. 2, odhalená 28. listopadu 2009 (autor ak. sochař Zdeněk Kolářský)